# Bonjour Sagan
Bonjour Sagan ist eine französische Filmbiografie von Diane Kurys aus dem Jahr 2008.

## Handlung
In den Ferien hat Françoise Quoirez mit Wissen ihrer Freunde, jedoch ohne die Familie einzuweihen, einen Roman geschrieben. Tatsächlich wird Bonjour tristesse 1954 von Julliard verlegt. Auf Bitten ihres Vaters veröffentlicht sie ihn unter dem Künstlernamen Françoise Sagan. Der Roman wird ein Skandal, jedoch verkauft er sich gut. Françoise Sagan erhält den Prix de la Critique für ihr Romandebüt und wird damit über Nacht zum Star der Literaturszene. Sie liebt den Exzess und das Risiko und lebt den Erfolg mit ihrer Clique aus. Zu ihr gehören unter anderem ihr Bruder Jacques und ihre Vertrauten Bernard Frank und Jacques Chazot. Mit ihnen verspielt sie ihr Vermögen im Casino, nur um im letzten Moment mehrere Millionen Franc zu gewinnen. Mit dem Geld kauft sie sich eine Villa, in der einst Sarah Bernhardt gelebt haben soll. Sie schwört, das Haus nie zu verkaufen.
Der Erfolg ihres Werkes Bonjour Tristesse ist international und so geht sie auf Lesereise in die Vereinigten Staaten. Bei einer Signierstunde lernt sie den französischen Verleger Guy Schoeller kennen, der sie tief verehrt und ihr Amerika zeigt. Er folgt ihr nach Frankreich. Françoise Sagan schreibt neue Romane, beginnt jedoch darunter zu leiden, dass die Kritik den Wert ihrer literarischen Arbeit niedrig ansieht. Als auch ihr Bruder sie kritisiert, da er in ihrem neuesten Werk ihre Persönlichkeit vermisst, ist sie erschüttert. Mit ihren Freunden begibt sie sich auf eine Autofahrt und kommt unkonzentriert von der Straße ab. Bei dem Unfall wird sie so schwer verletzt, dass sie in Lebensgefahr schwebt. Guy sucht sie am Krankenbett auf und verspricht, sie zu heiraten. Er hält sein Wort, doch zerbricht die Ehe schon nach kurzer Zeit. Den Schmerz darüber verarbeitet Françoise Sagan in neuen Werken und lernt bei einer Signierstunde die schöne Paola kennen, die bald zum engen Freundeskreis gehört. Sie ist auch dabei, als Françoise Sagan den Amerikaner Robert James Westhoff, genannt „Bob“, kennenlernt. Er ist auch Männern zugeneigt, heiratet aber Françoise Sagan und beide haben ein Kind, Sohn Denis, zusammen. Die Ehe geht in die Brüche und Denis wächst bei der Mutter auf, die jedoch kaum Kontakt zu ihrem Kind aufbauen kann. Ihr Freundeskreis verändert sich, als das frühere Model Peggy bei ihr einzieht. Sie wird ihre neue enge Vertraute und Mitbewohnerin. Françoise Sagan hat mit der Zeit zahlreiche Probleme: Seit ihrem Autounfall ist sie drogenabhängig, wurden ihr doch über viele Monate der Genesung starke Schmerzmittel verabreicht, sie hat kein Geld mehr und eine Schreibblockade. Erneut hilft ihr das Glück: Mit dem letzten Geld erwirbt sie ein Rennpferd, das sich als erfolgreich erweist.
Gallimard zeigt Interesse an der Autorin Françoise Sagan und diese unterzeichnet einen Vertrag, der sie zum Verfassen einer Autobiografie verpflichtet. Parallel dazu arbeitet sie an weiteren Werken, trinkt Alkohol und nimmt Kokain. Eines Tages bricht sie zusammen und wird von Peggy ohnmächtig gefunden. Sie wird ins Krankenhaus eingeliefert, wo sie einen Alkoholentzug macht. Im Krankenhaus erfährt sie, dass ihr Vater verstorben ist. Einige Zeit nach ihrem Entzug trifft sie auf einer Feier auf die Künstlerin Astrid, die mit einem Millionär verheiratet ist. Astrid umwirbt Françoise Sagan, was Peggy eifersüchtig werden lässt. Immer öfter nimmt Françoise Sagan nun Drogen und lässt sich in der Öffentlichkeit von einem Dealer aufsuchen. Ihre Freunde wenden sich zunehmend von ihr ab und auch ihr Bruder sieht keine Möglichkeit mehr, Françoise Sagan zu helfen. Als sie mit Peggy in den Winterurlaub fahren will, wird sie von einer Razzia überrascht. Die Drogenfahnder finden bei ihr Kokain und sie muss eine hohe Geldstrafe zahlen.
Françoise Sagan lebt mit Peggy zusammen, der sie seit einem halben Jahr verschweigt, dass diese schwer erkrankt ist. Vor Peggy behauptet sie stets, dass der Arzt ihre Untersuchungsergebnisse positiv bewertet hat. Erst als Peggy ins Krankenhaus eingeliefert wird, erfährt sie, wie es wirklich um sie steht. Während Françoise Sagans Zustand aufgrund ihrer Drogenabhängigkeit immer schlechter wird, verstirbt Peggy im Krankenhaus. Françoise Sagan bricht zusammen. Sie zieht sich zu Astrid zurück, bei der sie versucht, von den Drogen loszukommen.
Ein Brand beschädigt Françoise Sagans Haus. Die Renovierung kann sie nur durch unlautere Methoden finanzieren. Sie lebt nun mit Astrid zusammen und versucht, ihren früheren Freund Bernard zum Einzug zu überreden, doch weiß er, dass Astrid ihn nicht ausstehen kann. Mit den Jahren sind Françoise Sagans Schulden erdrückend geworden und sie muss ihr Haus verkaufen. Es wird versteigert und Astrid, die inzwischen eine wohlhabende Witwe ist, kauft es, um es Françoise Sagan zu überlassen. Dennoch hat sie nun das Sagen im Haus, legt fest, dass Françoise Sagan in ihrer Abwesenheit keine Besuche empfangen darf und behandelt die Haustiere besser als die ehemals erfolgreiche Schriftstellerin, die von Krankheit gezeichnet ist. Als Astrid wegen ihrer Erbschaftsangelegenheiten verreisen muss, bleibt Françoise Sagan mit der Haushälterin Frau Lebreton zurück. Es geht ihr schlecht und sie kommt ins Krankenhaus, wo sie im Beisein von Frau Lebreton verstirbt. Kurz zuvor hatte sie sich noch geweigert, ihren Sohn zu sehen.

## Produktion
Bonjour Sagan wurde in Paris und im Département Calvados gedreht. Ursprünglich war das Filmprojekt als Produktion von France 2 für das Fernsehen angelegt und sollte als Zweiteiler mit einer Gesamtlänge von 180 Minuten erscheinen. Luc Besson erwarb jedoch zudem die Rechte für eine Kinoauswertung und kürzte den Film dafür um eine Stunde. Vor der Fernsehausstrahlung am 30. September und 1. Oktober 2008 erschien der Film am 11. Juni 2008 in den französischen Kinos. Am 1. Januar 2009 lief Bonjour Sagan auch in den deutschen Kinos an und erschien am 6. November 2009 auf DVD. Arte zeigte die zweiteilige Synchronfassung am 27. August 2010 im deutschen Fernsehen. Die Teile trugen dabei die Titel Ein charmantes kleines Ungeheuer (Teil 1) und Blaue Flecken auf der Seele (Teil 2).

## Synchronisation
| Rolle           | Darsteller          | Synchronfassung Kino | Synchronfassung Fernsehen |
| --------------- | ------------------- | -------------------- | ------------------------- |
| Françoise Sagan | Sylvie Testud       | Victoria Sturm       | Sabine Falkenberg         |
| Astrid          | Arielle Dombasle    | –                    | Susanne Schwab            |
| Bernard Frank   | Lionel Abelanski    | –                    | Olaf Reichmann            |
| Jacques Chazot  | Pierre Palmade      | –                    | Hans Hohlbein             |
| Jacques Quoirez | Guillaume Gallienne | –                    | Norman Matt               |
| Peggy Roche     | Jeanne Balibar      | –                    | Susanne von Medvey        |
| Madame Bartoli  | Silvie Laguna       | Heidrun Bartholomäus | Rita Engelmann            |
| Madame Lebreton | Chantal Neuwirth    | Regina Lemnitz       | Evelyn Meyka              |
| Robert Westhoff | William Miller      | Frank Schaff         | Robert Lyons              |

## Kritik
Der Spiegel nannte Bonjour Sagan eine „ermüdend oberflächliche Bebilderung von 50 Jahren Lebensgier und Melancholie der Starautorin Françoise Sagan, die hier zugleich als drogensüchtige Hedonistin und kapriziöse Rebellin gewürdigt werden soll, aber eher als ewiges, bockiges Society-Girlie nervt.“ Der film-dienst lobte das überzeugende und glaubwürdige Spiel Testuds, nannte den Film selbst aber „konventionell inszeniert…“ und befand, dass der Film sich „auf die äußerlich greifbaren Eckdaten eines bewegten Lebens [konzentriert], ohne dabei tiefere Einsichten in den literarischen Schaffensprozess zu vermitteln.“

## Auszeichnungen
Bonjour Sagan erhielt 2009 drei César-Nominierungen: Sylvie Testud wurde in der Kategorie Beste Hauptdarstellerin nominiert, Jeanne Balibar als Beste Nebendarstellerin und Nathalie du Roscoät in der Kategorie Beste Kostüme.